# Thomas Legler
Thomas Legler (* 21. Februar 1782 in Dornhaus, Schweiz; † 4. September 1835 in Axel, Niederlande) war ein Schweizer Offizier, der durch seine Teilnahme am Russlandfeldzug 1812 und das „Beresinalied“ berühmt wurde.

## Leben
Bereits in seinem zweiten Lebensjahr verlor Thomas Legler seinen Vater, den Schiffmeister Thomas Legler. Er starb an einem Schlaganfall. Thomas Legler besuchte die Kadettenschule in Bern und trat am 7. März 1799 als Unterleutnant in die 3. helvetische Halbbrigade ein. Er kämpfte unter Schauenburg an der Donau, später im 2. helvetischen Linieninfanterie-Regiment. 1801 wurde er zum Oberleutnant befördert. 1803 trat er mit seinem Bataillon in französische Dienste und nahm mit dem 1. Schweizerregiment an den Feldzügen auf Korsika, Elba und in Neapel teil.
1812 nahm er am Feldzug gegen Russland teil. Er kämpfte in den beiden Schlachten um Polozk und in der Schlacht an der Beresina. Hier hatten die Schweizerregimenter einen erheblichen Anteil an den Kämpfen auf dem Westufer. Gemeinsam mit französischen Truppen schlugen sie die Russen zurück, wodurch Tausenden Soldaten der Armee Napoleons der Übergang über den Fluss ermöglicht wurde. Ebenso gelangten viele Zivilisten, die sich im Tross der Armee befanden, über den Fluss. Nach der Schlacht waren nur noch 300 Schweizer kampffähig, davon viele verwundet. Auf Aufforderung seines Kommandeurs Blattmann sang Thomas Legler das Beresinalied, das in die Geschichte einging. Legler wurde zum Hauptmann befördert und zum Ritter der Ehrenlegion ernannt.
Mit dem 2. Schweizerregiment verteidigte er 1814 Schlettstadt gegen die Alliierten. Nachdem Napoleon abgedankt hatte, trat Legler in die Dienste Ludwigs XVIII. und blieb ihm auch nach der Rückkehr Napoleons von Elba treu. Die eidgenössische Tagsatzung verlieh ihm dafür die Medaille für Treue und Ehre. Er kehrte in die Schweiz zurück und wurde zum Oberstleutnant befördert.
An der Spitze der Glarnerdivision machte er den eidgenössischen Feldzug von 1815 mit und nahm an der Belagerung der Festung Hüningen teil. 1816 trat er in niederländische Dienste und übernahm nach dem Rückzug der Schweizertruppen das Kommando über ein niederländisches Bataillon. Mit diesem machte er den belgischen Feldzug mit. 1835 starb er nach einem Schlaganfall in Axel, in der Nähe von Terneuzen.

## Werke
- Denkwürdigkeiten aus dem russischen Feldzug vom Jahr 1812. In: Jahrbuch des historischen Vereins des Kantons Glarus 4 (1868), S. 7–59. (Digitalisat in E-Periodica).
- Denkwürdigkeiten aus dem russischen Feldzug vom Jahr 1812. Buchdruckerei Merkur A.G., Langenthal 1867 (Neuausgabe 1962). Digitalisat